# Yogomo MA4E
Der Yogomo MA4E ist ein langsames batterieelektrisches Fahrzeug (Low Speed Electric Vehicle, LSEV) der chinesischen Marke Yogomo. Solche Fahrzeuge erfreuten sich in China etwa bis 2020 großer Beliebtheit.

## Beschreibung

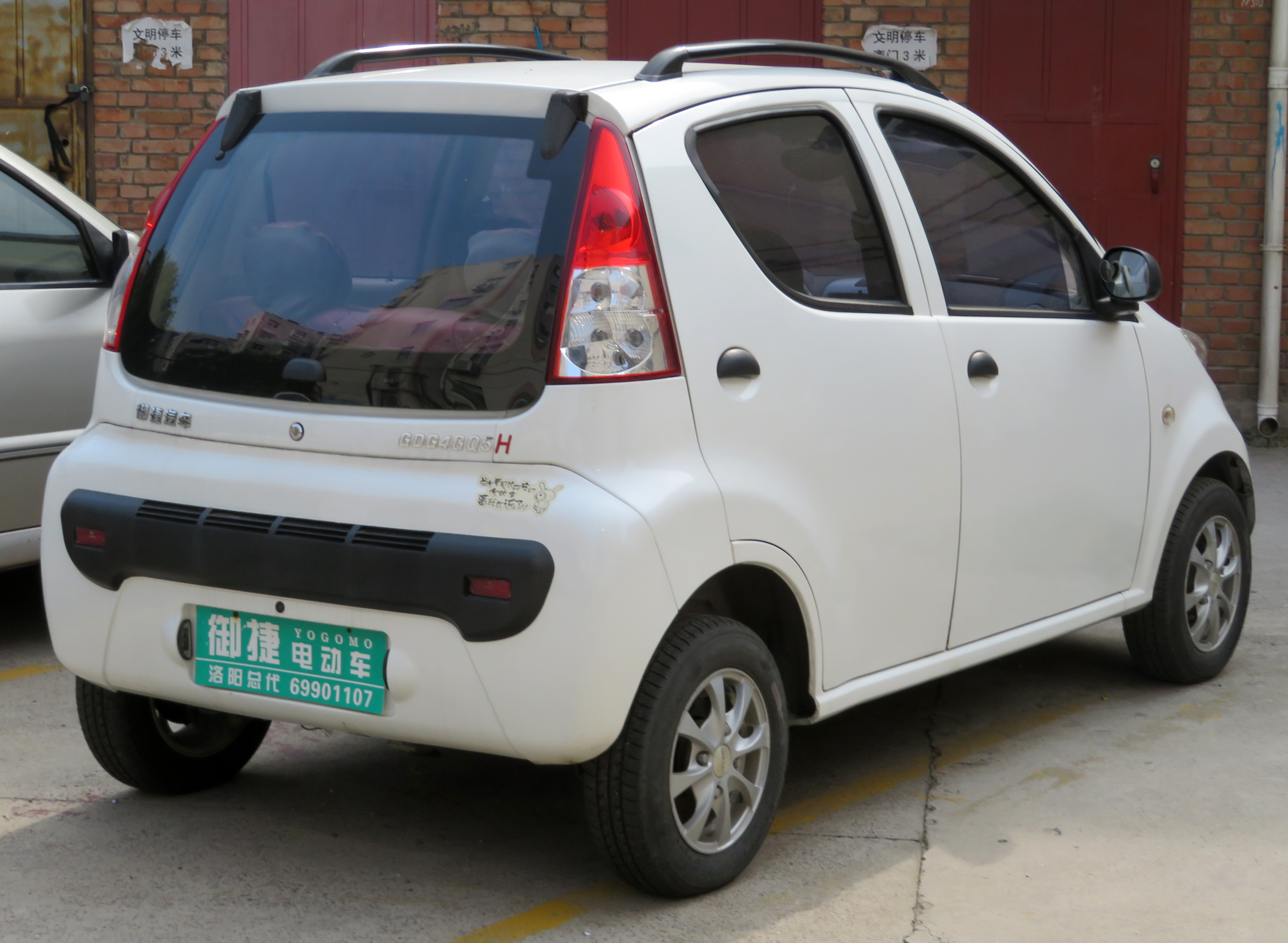
Heckansicht

Der Wagen wurde 2010 in China vorgestellt, 2012 bis 2014 als Romet 4E in Polen angeboten, aber auch von 2014 bis Mitte 2017 nach Frankreich exportiert. In der Presse wurde die äußere Ähnlichkeit mit dem viertürigen Citroën C1 hervorgehoben. Der MA4E wurde in sieben Farben angeboten. 2014 wurde ihm der SUV-artigere S325 zur Seite gestellt.

## Technik
Der MA4E ist 3,09 m lang, 1,42 m breit und 1,48 m hoch. Seine Räder sind 12 Zoll groß. Der maximal 14,4 kW leistende Elektromotor arbeitet mit einer Spannung von 72 V. Er bezieht die Energie aus einer 150-Ah-Blei-Säure-Batterie. Sie ermöglicht eine Reichweite von etwa 180 km. Der MA4E kann mit 220-V-Wechselspannung geladen werden. Ein Motor mit gleicher Durchschnittsleistung in Verbindung mit einer Blei-Säure-Batterie wurde auch im etwas längeren S325 eingesetzt. Die Höchstgeschwindigkeit des MA4E liegt bei 75 km/h. In Frankreich war er gegen einen Mehrpreis von 1000 € mit Klimaanlage erhältlich.